# Pauli Ellefsen
Joen Pauli Højgaard Ellefsen, né le 20 avril 1936 et mort le 24 août 2012, est un homme politique des îles Féroé. Il fut Premier ministre de 1981 à 1985.

## Biographie
Pauli Ellefsen est le fils de Sofia (née Højgaard) de Rituvík et Joen Elias Ellefsen de Miðvágur. Il est marié à Henni Egholm (née Rasmussen). Le couple vivait à Hoyvík.
Ellefsen a travaillé comme pêcheur de 1954 à 1956. Après cela, il a travaillé comme technicien des télécommunications et a participé à une école de commerce. En 1969, il devint un arpenteur du gouvernement.
Ellefsen a d'abord été élu au Løgting en 1974. De 1974 à 1990, il était le président du Parti de l'Union, qui prône un lien plus fort entre le Danemark et les îles Féroé. De 1977 à 1987 et de 1988 à 1990, il fut l'un des deux membres des îles Féroé du Folketing danois. De 1975 à 1976 et en 1979 il a représenté les îles Féroé au Conseil nordique.